# Pastel
Pour les articles homonymes, voir Pastel (homonymie).
Le pastel est un bâtonnet de couleur utilisé en dessin et en peinture. Il est composé de pigments, d'une charge et d'un liant. On distingue les pastels secs (tendres ou durs) des pastels gras (à l'huile ou à la cire).

## Histoire du pastel

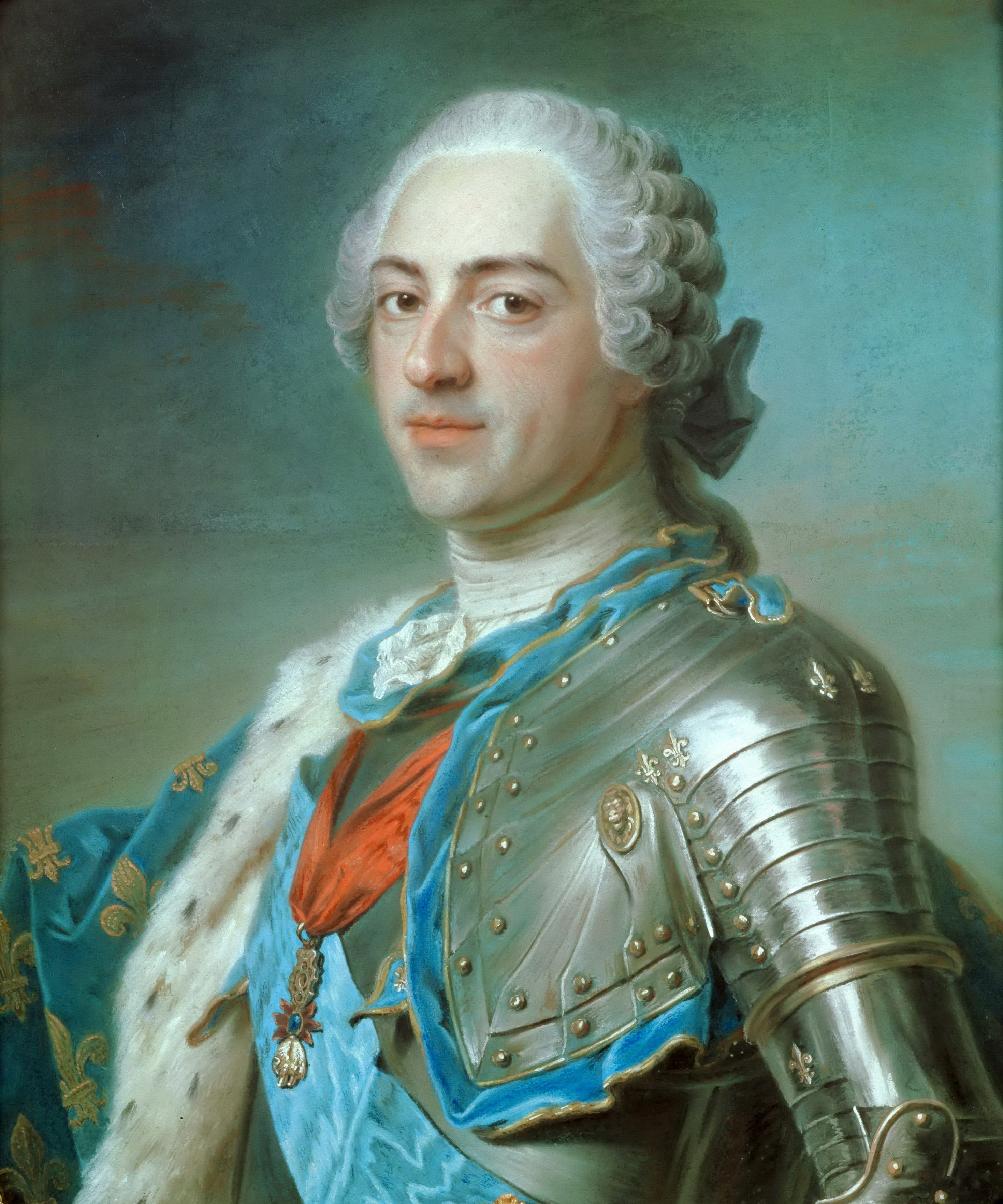
Portrait de Louis XV au pastel par Quentin de La Tour.

Le pastel a vraisemblablement été inventé en France et en Italie à la fin du XVe siècle et a été utilisé par Léonard de Vinci grâce à l'impulsion de Jean Perréal.
Le pastel est très prisé dès le XVIIe siècle, où ses couleurs franches et son aptitude à imiter fidèlement les tissus, les textures et les lumières le rendent indissociable de l'art du portrait. Il est utilisé par de nombreux peintres comme Rosalba Carriera, Charles Le Brun, Robert Nanteuil ou Joseph Vivien.
Au XVIIIe siècle, le pastel connaît son âge d'or. Il est notamment utilisé par Maurice-Quentin de La Tour, surnommé le « prince des pastellistes », qui met au point une méthode de fixation du pastel aujourd'hui disparue. Jean Siméon Chardin, Jean-Baptiste Perronneau, Jean-Étienne Liotard ou des petits maîtres comme Jean-Martial Frédou ou Claude Hoin explorent d'autres voies. Des femmes artistes, comme Anne-Louise Le Jeuneux, choisissent aussi ce moyen d'expression. Le pastel, symbole de la grâce de l'Ancien Régime, tombe en désuétude peu après la Révolution française au profit de la peinture à l'huile.
Il continue cependant à être utilisé et poursuit son évolution grâce aux impressionnistes, à Edgar Degas et Toulouse-Lautrec, et aux nabis (avec entre autres Édouard Vuillard), connaissant ensuite une véritable renaissance dans les années 1890 avec le mouvement symboliste, sa technique subtile étant propice à l'expression des préoccupations de ces artistes. On peut citer Lucien Lévy-Dhurmer, l'un des meilleurs[réf. souhaitée] pastellistes de la fin du XIXe siècle, Émile-René Ménard, Edmond Aman-Jean, Jeanne Jacquemin mais aussi l'inclassable Odilon Redon. Au début du XXe siècle, Simon Bussy s'illustre dans l'art animalier, mais vers 1950, la technique du pastel semble avoir pratiquement disparu.
Durant les années 1965-1970 Pierre Risch décide de relancer le pastel en organisant des expositions didactiques et conférences s'adressant à un large public ; il collabore avec le fabricant J.-M. Paillard et Lamberty à la mise au point d'une nouvelle gamme de pastels secs. 
En 1986, dans son « éloge du pastel », publié dans Considération sur l'état des Beaux-Arts, l'historien de l'art Jean Clair en appelle à un retour à cette pratique particulièrement virtuose et subtile en opposition à ce qu'il considère comme une certaine facilité de la peinture contemporaine.

## Composition des bâtonnets de pastel

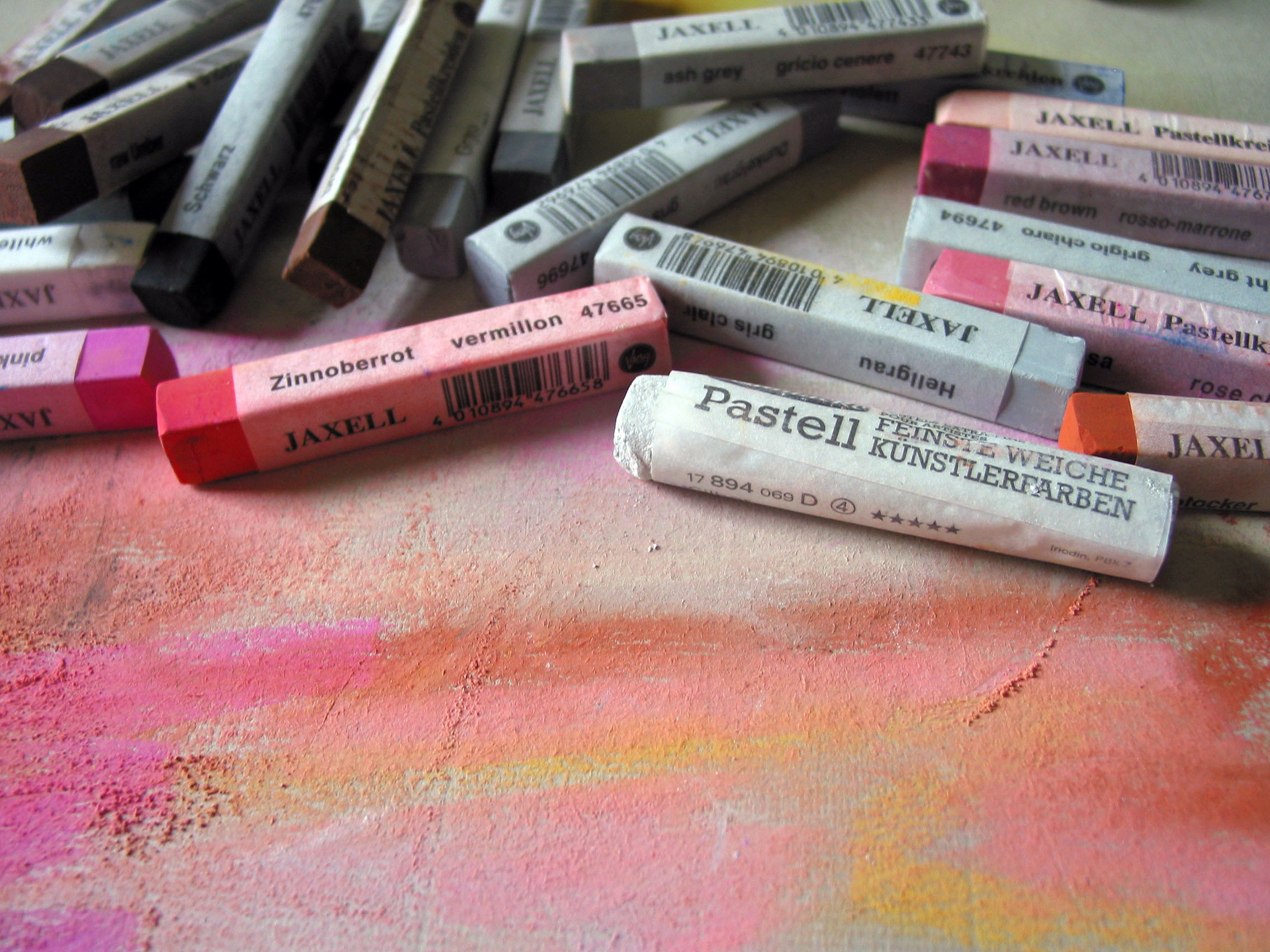
Bâtonnets de pastel

Les bâtonnets de pastel sont composés :
- de pigments pour la couleur : minéraux (ocres, terre de Sienne) ou organiques (sépia, phtalocyanines, azoïques) ou végétaux (pastel des teinturiers (Isatis tinctoria)) ;

- d'une charge, qui est en général de la craie ou du plâtre et qui sert à donner sa texture au pastel ;

- d'un liant qui assure la cohérence et conditionne la dureté du bâtonnet.  Il s'agit de gomme arabique pour les pastels secs, et d'huile ou de cire pour les pastels gras.

## Types de bâtonnets
On dispose dans le commerce de bâtonnets de pastel de différentes formes et longueurs. La taille standard mesure une dizaine de centimètres.
Le pastel ne permet pas de mélanger les couleurs sur une palette. L'application doit se faire directement sur le support en employant le ton juste. La peinture est ensuite réalisée par superposition ou juxtaposition de couleurs. Les pigments sont très couvrants et il est pratiquement impossible de revenir dessus et couvrir avec un blanc ou un jaune une teinte forte comme un rouge ou un noir. C'est ce qui en fait la beauté et la difficulté, car le pastelliste doit anticiper et utiliser le ton juste. L'idéal est de travailler avec la plus large gamme de tons possible en utilisant plusieurs marques. Cela permet également d'utiliser à bon escient les divers degrés d'onctuosité ou de dureté propres à chaque fabricant.

## Pastels secs

### Pastels tendres
Le pastel tendre est le type de pastel le plus fragile car le plus friable. Il est composé de pigments, de craie et de gomme arabique comme liant. Ce sont les pastels pour lesquels on trouve la gamme chromatique la plus étendue dans le commerce.
De nombreuses marques de pastels sont disponibles, chacune présentant des qualités différentes, notamment en termes de tendreté du bâtonnet et donc de friabilité. 
- Les pastels allemands « Schmincke » sont très doux et couvrants, mais saturent rapidement le papier.
- Les pastels français « Sennelier » ont des couleurs éclatantes.
- Les pastels français « Artisan Pastellier » sont tendres et veloutés, riches en pigments.
- Les pastels français « Girault » proposent une gamme étendue du clair au sombre pour chaque couleur créée en 1780, plus anciens pastels secs encore en activité sont ni trop durs ni trop tendres et permettent donc toutes les méthodes picturales. Artisanat français d’excellence labellisés EPV.
- Les pastels anglais « Winsor & Newton » peuvent constituer un bon compromis entre ces deux.
- Les pastels hollandais « Rembrandt » de Royal Talens sont parfois durs, mais moins onéreux que les précédents.
- Les pastels anglais « Unison Colour » sont d'une tendreté moyenne et présentent une gamme colorée particulière.
- Les pastels belges « Blockx » sont tendres, riches en pigments et très onctueux.
- Les pastels français « Pasteléger, pastels secs ardennais »[1], mi-tendres en forme demi-lune avec les pigments du dernier Moulin à couleurs de France encore en activité à Écordal dans les Ardennes.

### Pastels durs

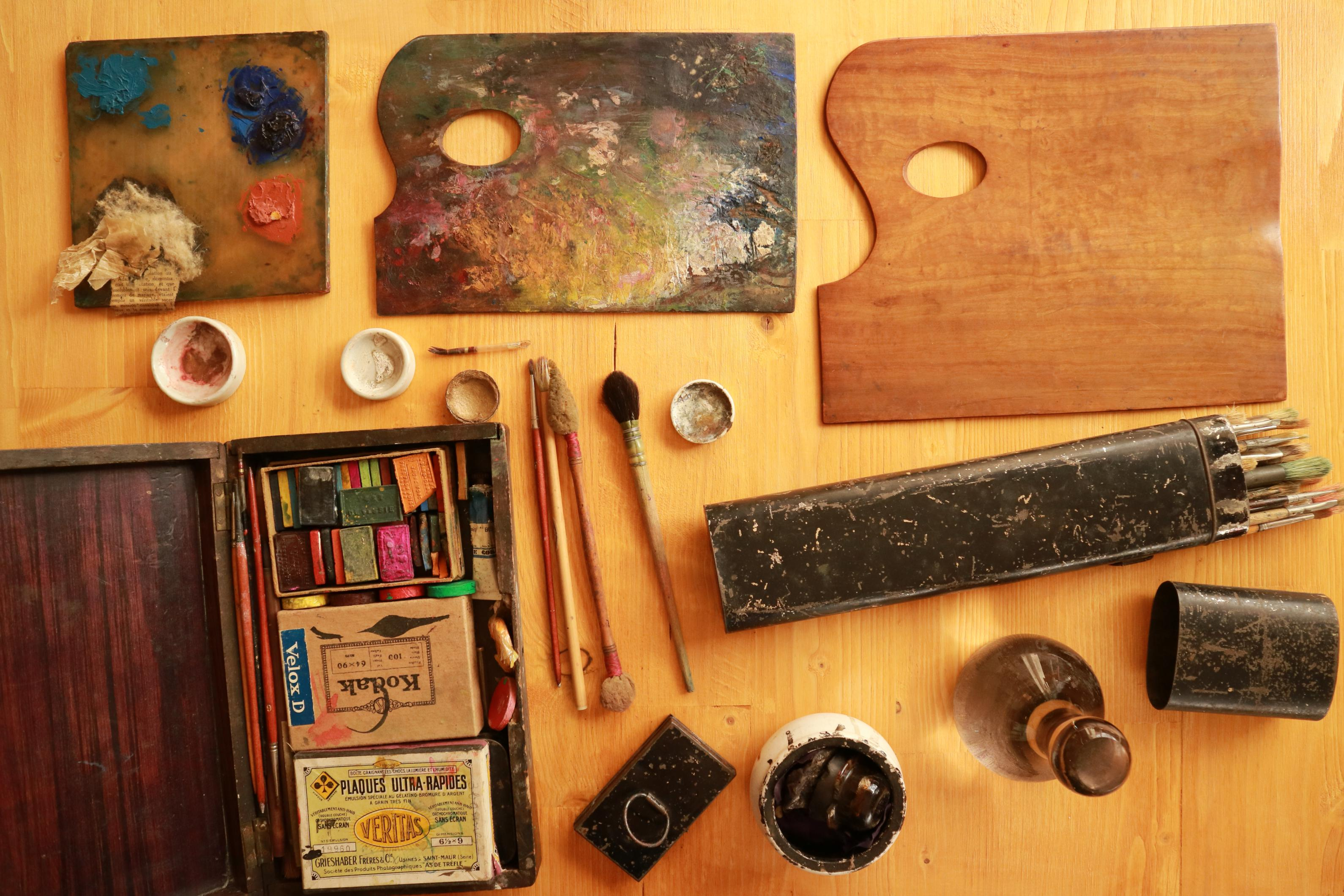
Crayons de Pastel et palette d'aquarelle, utilisés au début du du XXe

Les pastels durs sont plus solides et sont généralement présentés sous forme de bâtonnets carrés, apparentés aux craies. Parmi eux, on trouve les célèbres « carrés Conté » de la marque française Conté à Paris.

### Crayons pastels
Les crayons pastels sont des pastels conditionnés sous forme de crayons en bois avec une mine de pastel dur.  Ils permettent un travail précis, s'affûtent facilement et résistent au choc. Ils ne sont en revanche pas adaptés aux larges surfaces.

## Pastels gras
La technique des pastels gras est très différente de celle des pastels tendres.

### Pastels à la cire
Les pastels à la cire ont été mis au point au Japon en 1924 par les professeurs Rinzo Satake et Shuku Sasaki afin de procurer à leurs étudiants un moyen d'expression coloré, facile et bon marché.
Ces pastels économiques conviennent aux techniques de dessin et de croquis. Ils saturent vite et ne permettent pas d'œuvres abouties, contrairement aux pastels à l'huile, plus onctueux. 

### Pastels à l'huile
Les pastels à l'huile auraient été mis au point par la boutique Sennelier à la demande de Pablo Picasso en 1949. 
Dans ce type de pastels, la gomme arabique est remplacée par de l'huile, ce qui explique leur texture grasse et souple, très agréable à travailler. 
Comme à l'huile, on peut utiliser de l'essence de térébenthine pour diluer ou estomper la couleur, ou du médium à peindre pour en modifier la texture sur le support. 
Les pastels du commerce contiennent souvent un mélange d'huile et de cire, en proportion différente selon leur qualité. Trop de cire entraine un pastel qui patine rapidement et empêche les superpositions multiples.

### Pastels gras diluables à l'eau
À l'instar des crayons aquarellables, ces pastels contiennent une base de cire. Mais sans huile, ils sont hydrophiles : la couleur se dilue dans l'eau et peut être étalée au moyen d'un pinceau humide ou de tout autre type d'outil. En Europe, ils sont fabriqués notamment par la société suisse Caran d'Ache, la société allemande Lyra, la société espagnole Manley. Ils se présentent sous forme de bâtonnets. Il ne faut pas les confondre avec les crayons aquarellables qui sont plus proches des crayons de couleur classique. Certaines marques chinoises, coréennes et japonaises (où ils sont appelés 水彩クレヨン) en fabriquent également, les mediums diluables à l'eau étant très anciens et fondamentaux en Extrême-Orient.

## Supports

### Pour pastels secs
La peinture ou dessin au pastel se fait par un contact direct entre les pigments  de couleurs et le support. La texture du support est ainsi très importante car elle conditionne directement l'aspect final de l'œuvre. Les pastellistes utiliseront donc de préférence des papiers à grain pour une bonne accroche.   
Le support le plus courant est la feuille de papier à dessin, type Ingres, dont la surface vergée ou alvéolée permet de retenir la poudre de pastel. Il existe plus spécialement pour le pastel des papiers préparés tels le papier velours à la surface très douce, ou les pastel card à la surface plus rêche. Ce dernier a l'avantage de saturer moins rapidement. Alternativement, on peut utiliser un papier aquarelle à grain, voire du contrecollé pour encadrement. 
D'autres supports nécessitent d'être préparés avec un enduit chargé (gesso acrylique et poudre de pierre ponce), voire directement un apprêt pour pastel. C'est le cas pour le bois, la toile, le verre ou le métal, voire le papier ou le carton si l'artiste souhaite personnaliser la texture. 
La couleur du fond est d'une importance fondamentale au pastel. Les papiers pastels sont proposés en différentes teintes. La couleur du fond dépend du sujet : selon le goût et l'intention de l'artiste, elle sera choisie selon le principe des complémentaires, ou par contraste (chaud/froid, clair/sombre).

### Pour pastels gras
Les pastels gras s'accommodent de surfaces lisses. Toutes les matières sont possibles : papier, carton, bois, toile, verre, métal. Sur surface glissante, une couche de gesso est conseillée. 
Le résultat est aussi particulièrement intéressant sur des papiers à gros grammage, Arches, Rives ou Canson, en jouant avec la fibre ou le grain du papier. Leurs couleurs restent toniques et fraiches, et il est préférable de les protéger avec un vernis à l'eau, que l'on applique au pinceau.

## Matériel auxiliaire
Le pastelliste utilise un certain nombre d'outils en plus des bâtonnets de pastel :
- des estompes, qui sont le plus généralement des petits tortillons de papiers ou de tissu, permettant d'étaler le pastel sur le support avec précision, pour créer des fondus ou des mélanges de couleur ;

- des pinceaux ou ses doigts, pour la même finalité.  L'utilisation des doigts pour étaler le pastel permet des effets de grande précision et le massage produit sur les doigts du pastelliste est une des raisons de la réputation de sensualité attachée au pastel ;

- une éponge, pour étaler le pastel, effectuer des effets grâce à l'humidité ou retirer une couche de pastel ;

- une gomme mie de pain, qui est apparentée à de la pâte à modeler et dont la texture collante permet de retenir les particules de pastel.  Cet outil indispensable au pastelliste permet de corriger ses erreurs mais aussi de dessiner en négatif en retirant de la couleur ;

- un fixatif qui permet de fixer les pigments sur le support. Le fixatif est un produit chimique semblable à de la laque, disponible en aérosol ou sous forme liquide. L'application d'un fixatif est optionnelle : les artistes trouvent qu'il affadit et empâte les couleurs. Le pastel se conserve très bien sans fixatif à condition que l'œuvre soit protégée par un encadrement sous-verre.

## Technique du pastel
La technique du pastel s'apparente à la fois au dessin et à la peinture. Certains artistes utilisent une technique proche du fusain fondée sur l'utilisation de lignes et l'estompage, d'autres ont une approche picturale en superposant des couches épaisses de couleur. Les possibilités du pastel sont très étendues. 
Le pastelliste peut utiliser ses bâtonnets de différentes manières :
- avec le chant pour des traits précis ;
- avec la tranche pour le travail des surfaces ;
- écrasé pour étaler la poudre sur le support et produire une zone de couleur floue.

Une pression contrôlée et ces trois techniques permet une grande richesse de traits et de textures, mais la vraie force du pastel est certainement la pureté et la vibration de ses couleurs. 
Le pastelliste peut à la fois utiliser des couleurs pures (application simple des bâtonnets), le mélange de couleurs par superposition et fusion (le pastelliste étale une couleur sur l'autre) et le mélange optique (le pastelliste superpose des traits de couleur).
Sous un aspect fragile et poudreux, le pastel est bien plus stable que la plupart des peintures. Une fois forcé sur le support, rugueux de préférence, celui-ci n'a besoin d'aucun fixatif qui risque de l'altérer dans le temps. En effet, le pastel ne contenant aucun produit chimique, aucun siccatif, il est donc déconseillé d'en ajouter.
De plus un fixatif encroûte le velouté du pastel et supprime ce qui lui est propre et n'existe dans aucune autre peinture : la fleur de pastel.
La meilleure protection restera un encadrement avec une rehausse de sorte que le verre soit hors de contact avec l'œuvre. Sachant que les pires ennemis du pastel sont l'humidité et la poussière, celui-ci conservera sa fraîcheur bien plus longtemps que la plupart des peintures actuelles.

## Galerie

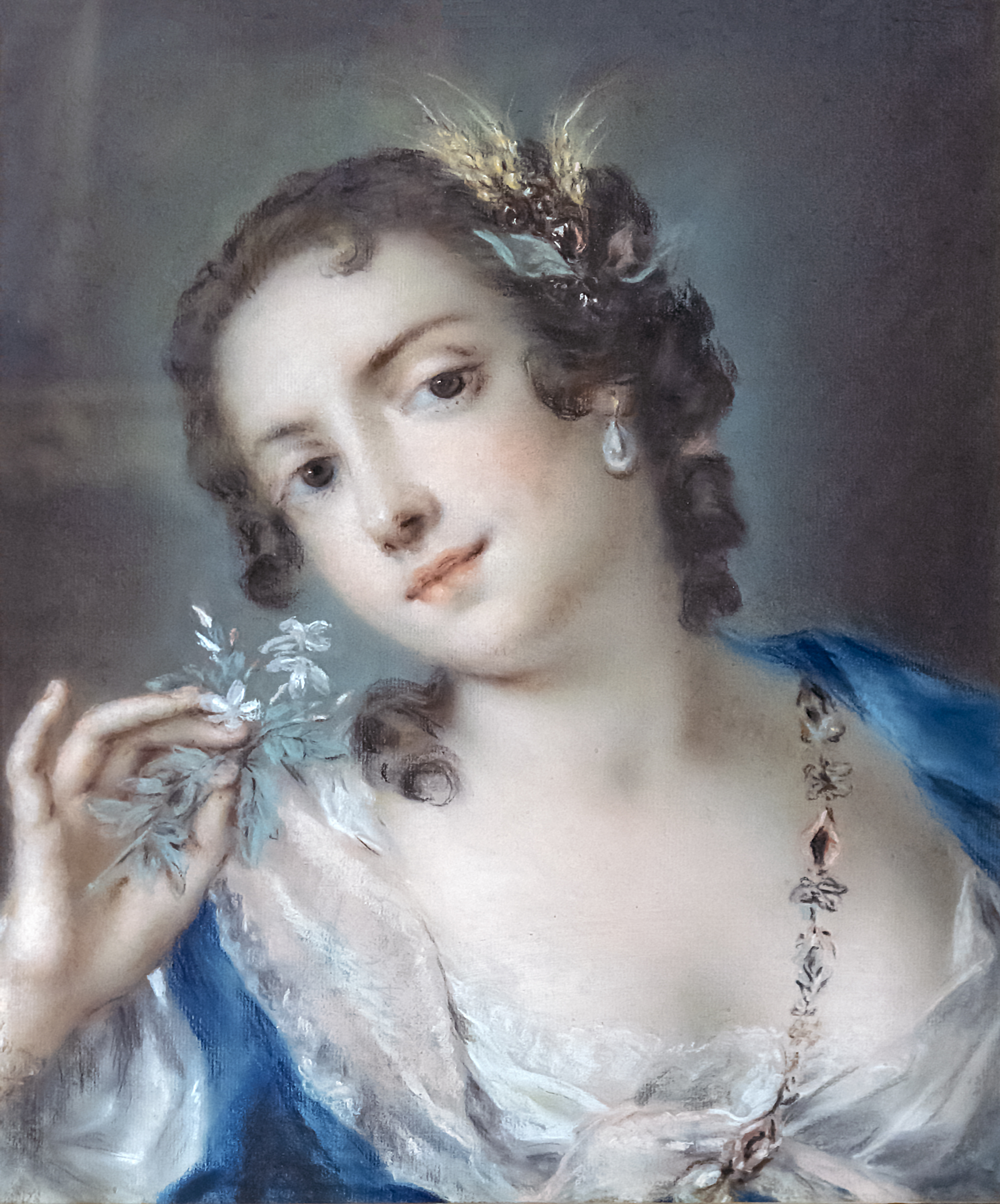
L'été - Rosalba Carriera, Fondation Bemberg Toulouse
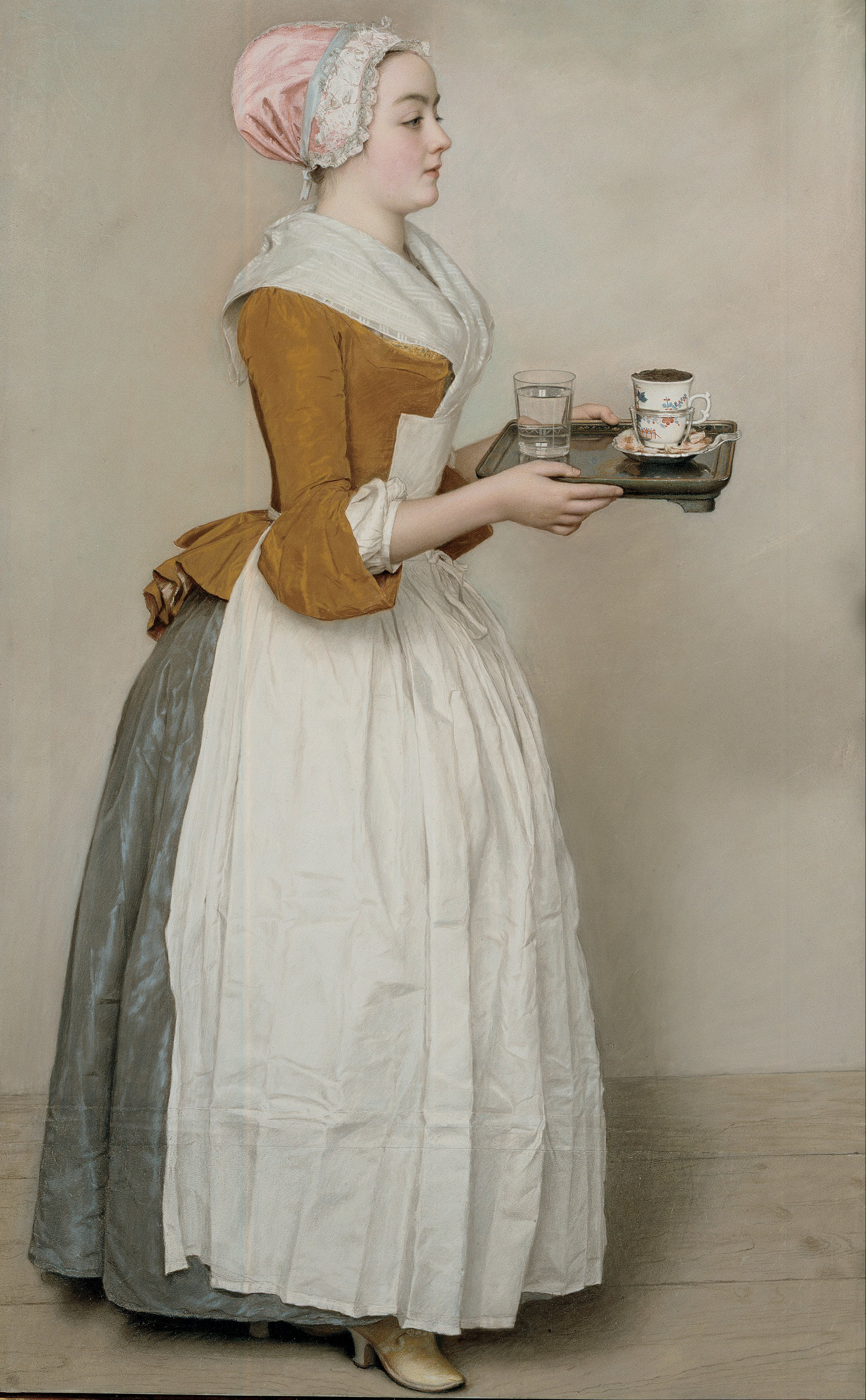
Jean-Étienne Liotard, La Belle Chocolatière, vers 1743, Dresde, Gemäldegalerie Alte Meister.
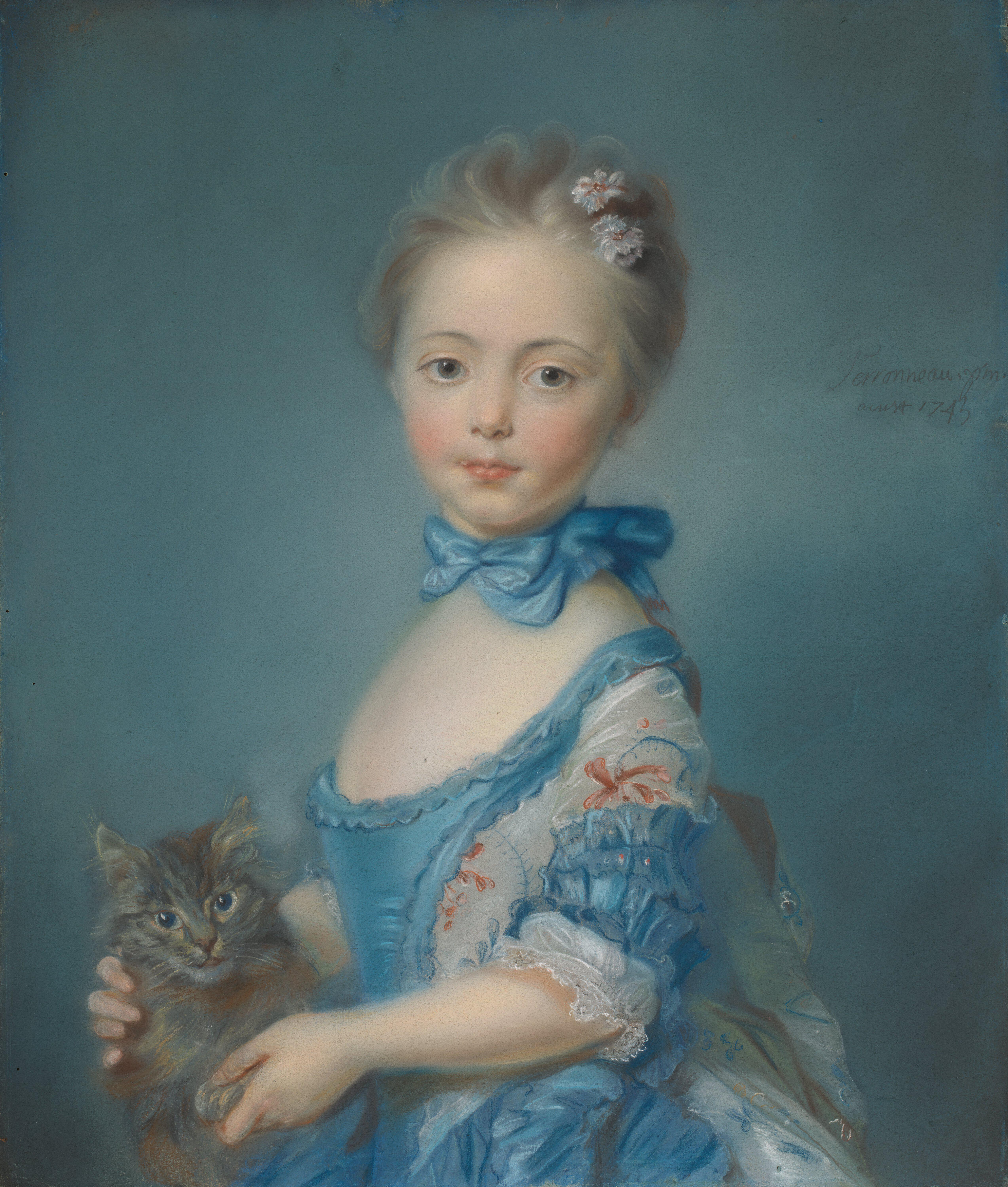
Jean-Baptiste Perronneau, Fillette au chat, pastel sur papier, 1743, Londres : National Gallery.
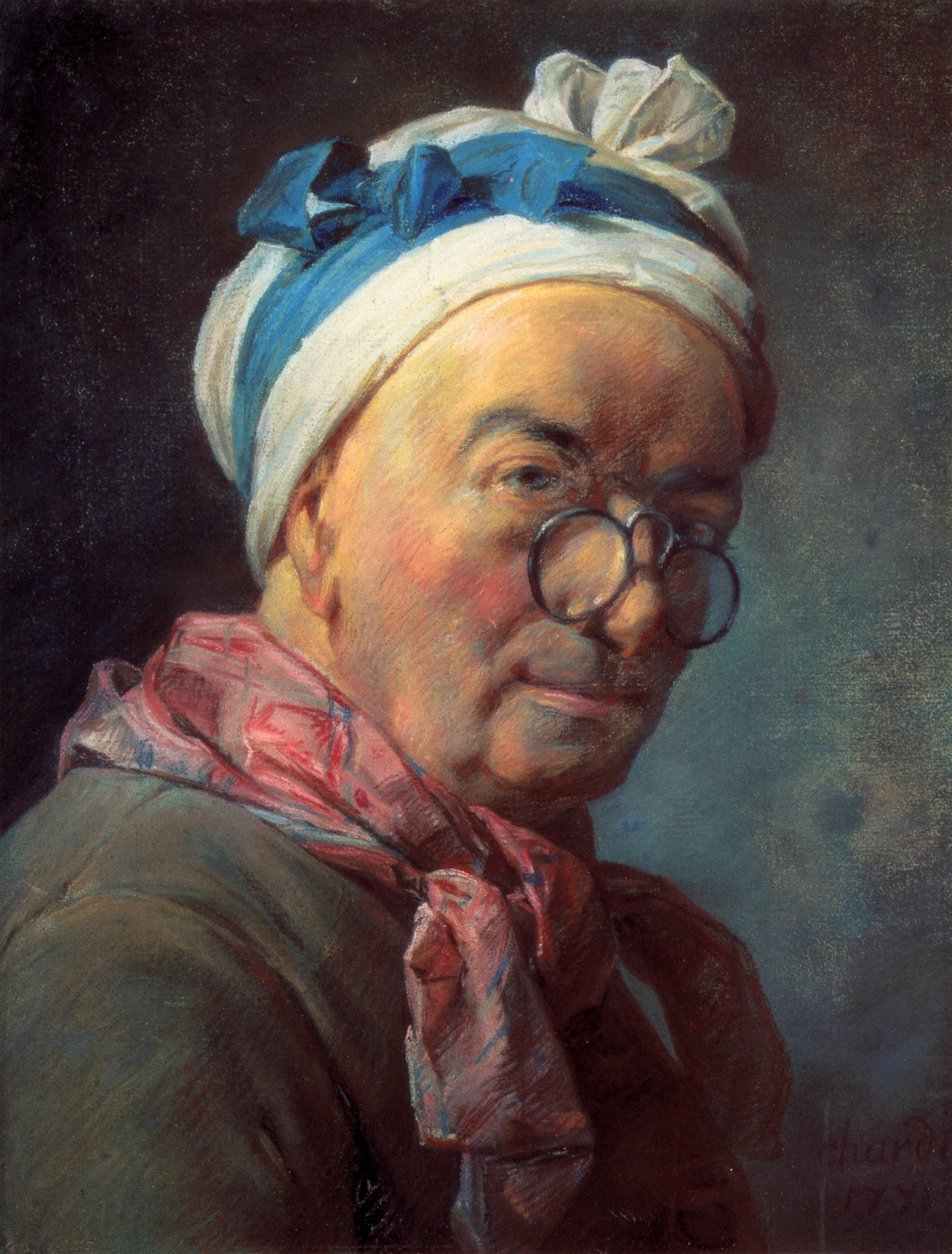
Jean-Baptiste-Siméon Chardin, Autoportrait aux bésicles, pastel sur papier gris-bleu, 1771, Paris: Musée du Louvre.
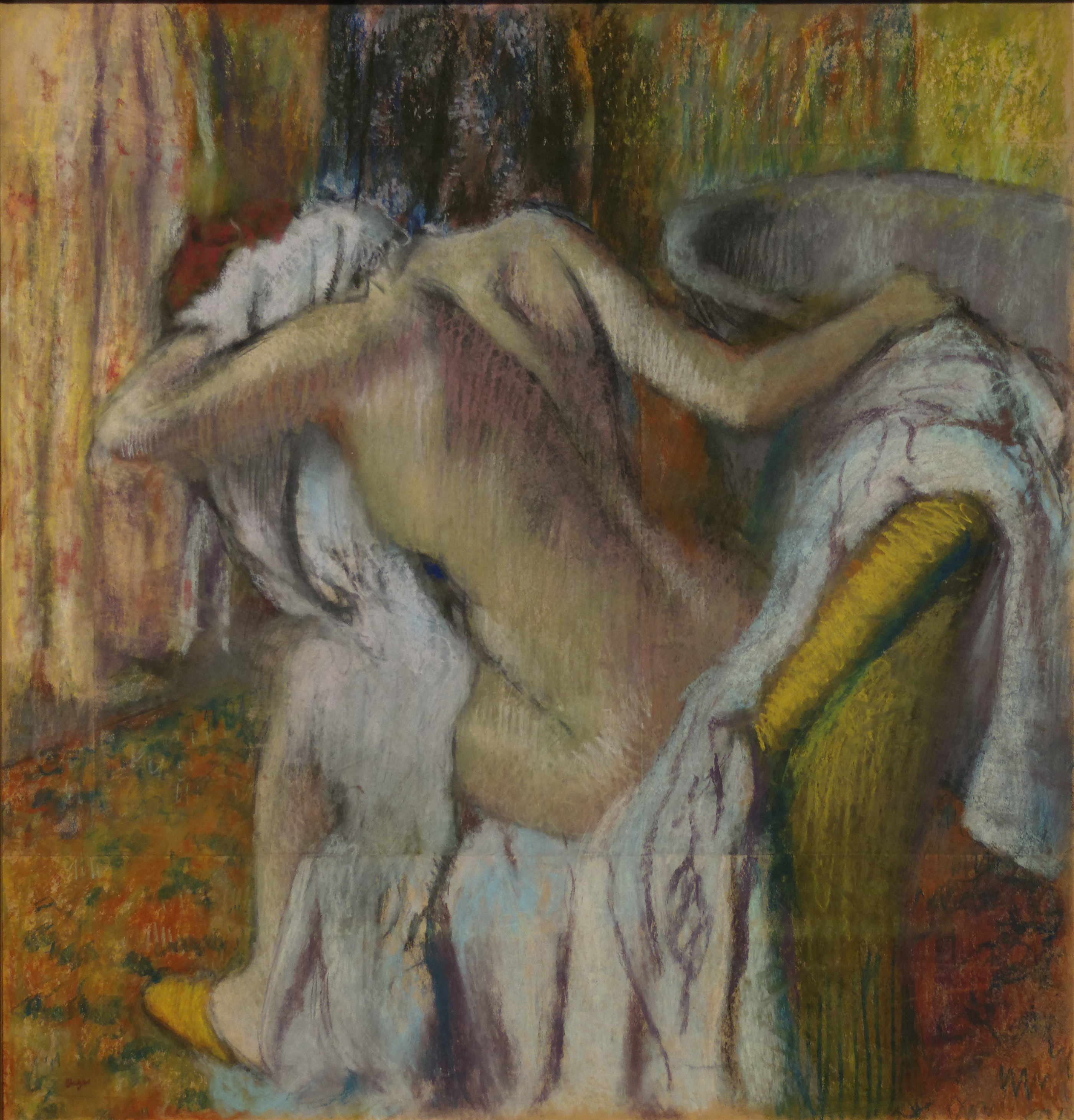
Edgar Degas, Après le bain, femme s'essuyant, pastel sur toile, 1890-95, National Gallery, Londres
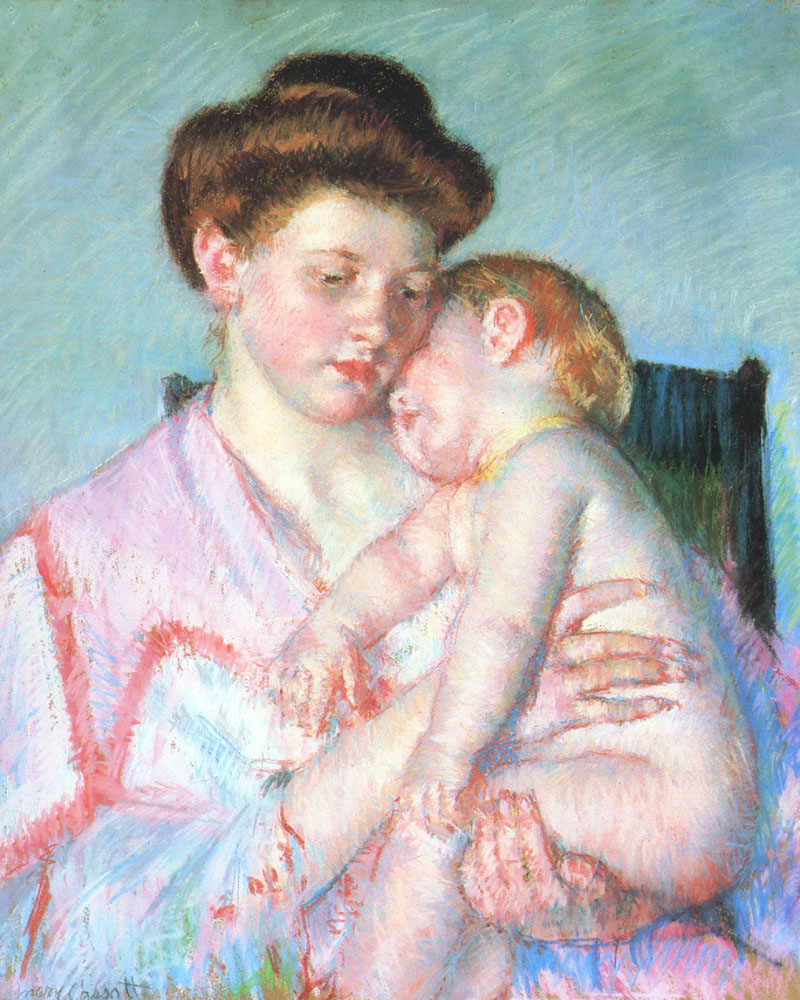
Mary Cassatt, Sleepy Baby, pastel sur papier, 1910, Dallas : Dallas Museum of Art.